# Hyosung Aquila
L'Aquila è una moto custom prodotta dalla Hyosung in tre diverse cilindrate.

## 125
Prodotta a partire dal 2000 e ancora in commercio, è stata prodotta in diverse serie.
La prima serie prodotta a partire dal 2000 al 2004 è caratterizzata dal motore biclindrico a V con doppio scarico laterale destro, mentre la scatola dell'aria è posta sempre laterale a destra tra la V del motore con forma ovale, le ruote sono a raggi, il serbatoio è a goccia, il parafango posteriore termina orizzontale facendo da supporto sia per le luci di stop sia per la targa, mentre le selle pilota e passeggero sono divise.

La seconda serie, che acquisisce il suffisso GV, viene prodotta dal 2004 è esteticamente uguale alla versione 250 seconda serie.

## 250
Prodotta a partire dal 2000 e ancora in commercio, è stata prodotta in diverse serie.
La prima serie prodotta a partire dal 2000 al 2004 si differenzia dal 125 per le ruote a razze, le forcelle con copertura dello stelo, le frecce anteriori con aggancio diverso e il parafango posteriori più avvolgente.
La seconda serie, che acquisisce il suffisso GV, viene prodotta dal 2004 si differenzia dalla serie precedente per via del nuovo scarico a unico terminale.

## 650
L'Aquila GV 650 è stata presentata nel 2005 e viene prodotta dalla Hyosung a partire dal 27 gennaio 2006, rappresenta la motocicletta di punta della Hyosung e grazie al motore bicilindrico raffreddato a liquido (simile ma non identico a quello della Suzuki SV 650), si rivela una moto dalle prestazioni elevate (circa 200 km/h di velocità massima).
Presenta un peso di circa 220 kg che, abbinato ad una potenza di 81 CV (ad inizio produzione di 70 CV, dal 2008 aumentata), consente un buon rapporto peso-potenza.
Il prezzo di vendita viene considerato competitivo ed è dovuto soprattutto al fatto che, nonostante la componentistica adoperata, la moto viene assemblata in Corea del Sud, dove la manodopera ha costi inferiori rispetto al Giappone e agli Stati Uniti.
La Hyosung, in occasione del 30º Anniversario di fondazione della casa (Gennaio 2008), ha prodotto una versione speciale dell'Aquila GV 650 in serie limitata. In realtà fu presentata a settembre 2008, ma fu venduta al pubblico solo a partire dal 27 gennaio 2009. Questa particolare versione si differenzia soprattutto per la colorazione rossa del telaio e dei cerchi che risalta la verniciatura nera del motore, del serbatoio, del faro, del codino, dell'intercooler, del parafango e della forcella anteriore. Questa special, si trascinò dietro delle critiche per plagio nei confronti della Harley-Davidson V-Rod versione Night Rod Special: secondo alcuni, infatti, le livree e le colorazioni la rendevano particolarmente somigliante alla moto statunitense. Questa versione viene denominata anche DME.